# Хасан Баба теке (Струга)
 Тази статия е за текето в Струга.  За текето на входа на темпейската долина вижте Хасан Баба теке (Тесалия).  
Хасан Баба теке (на македонска литературна норма: Хасан Баба теќе) е халветийско теке в град Струга, Северна Македония.
Текето е изградено в началото на XVIII век от Хасан Баба (Асан Деде). Сградата се състои от пет стаи, разположени във формата на буквата Т – джамията с минарето и балкона, кафе-конак, летен конак и приемна соба. Осмостенният купол на минарето символизира осемте райски врати и короната на шейха.
На 7 юли 1994 година сградата е обявена за значимо културно наследство на Република Македония.